# Marchtrenk
Marchtrenk is een gemeente in de Oostenrijkse deelstaat Opper-Oostenrijk, gelegen in het district Wels-Land. De gemeente heeft ongeveer 11.300 inwoners.

## Geografie
Marchtrenk heeft een oppervlakte van 23 km². De gemeente ligt in het centrum van de deelstaat Opper-Oostenrijk, vlak bij de stad Wels.
Aichkirchen · Bachmanning · Bad Wimsbach-Neydharting · Buchkirchen · Eberstalzell · Edt bei Lambach · Fischlham · Gunskirchen · Holzhausen · Krenglbach · Lambach · Marchtrenk · Neukirchen bei Lambach · Offenhausen · Pennewang · Pichl bei Wels · Sattledt · Schleißheim · Sipbachzell · Stadl-Paura · Steinerkirchen an der Traun · Steinhaus · Thalheim bei Wels · Weißkirchen an der Traun
- Gemeinsame Normdatei: 4466294-4
- Library of Congress Control Number: n89119044
- MusicBrainz: 71cb31df-3a6e-4fc0-b208-01a57658647d
- Nationale Bibliotheek van Israël: 987007567589105171
- Virtual International Authority File: 152564749
- WorldCat: E39PBJj8VCPdGfy4hHX67wXTpP